# Hyphydrus pulchellus
Hyphydrus pulchellus – gatunek wodnego chrząszcza z rodziny pływakowatych, podrodziny Hydroporinae i plemienia Hyphydrini.

## Taksonomia
Gatunek opisany został w 1863 roku przez Clarka. Zaliczany jest do grupy gatunków signatus.

## Opis
Przednie krętarze samców z niewielkim wcięciem o ostrych krawędziach, pozbawionym wyrostka, symetryczne. Przednie i środkowe stopy samców jasne. Przedplecze ciemne z jasnymi, całkiem wąskimi obszarami po bokach. Pokrywy ciemne z obszarami jasno ubarwionymi. Ich punktowanie w części środkowej składa się z dwóch rodzajów punktów: duże są co najmniej dwukrotnie większe od drobnych. Penis posiada wierzchołkowo-boczną kępkę włosków, w obrysie części przedniej widzianej z boku jest zakrzywiony i zwężający się ku wierzchołkowi. W widoku grzbietowym płatki penisa nie są przedłużone zewnętrznie, wierzchołkowo. Obrys boczny penisa w widoku grzbietowym kanciasty.

## Występowanie
Gatunek ten występuje w Birmie, Wietnamie, Laosie, południowych Chinach i na Tajwanie. Niepewne jest jego występowanie w Indiach.